# Pseudacris clarkii
A Pseudacris clarkii a kétéltűek (Amphibia) osztályának békák (Anura) rendjébe és a levelibéka-félék (Hylidae) családjába tartozó faj.

## Előfordulása
Ez az éjszakai életmódot folytató faj megtalálható az Egyesült Államok és Mexikó füves síkságain.

## Megjelenése
A Pseudacris clarkii színe általában szürke vagy olajzöld, hátán világosabb zöld foltokkal, testének alsó fele fehér. Maximális mérete 3–4 cm.